# 賀特城堡
賀特城堡是威爾斯雷克瑟姆賀特鎮的一座古城堡。城堡建於13世紀威爾斯戰爭之時，建於英格蘭及威爾斯邊境迪河河堤之上。
中世纪之時，此城堡名為「Castrum Leonis」，源於其閘門上方有一獅子石像。17世紀時，絕大部分石方皆移往別處另作他用，只留下其砂岩基座。

## 建築
賀特城堡建於1277年至1311年之間，材料來自當地的砂岩。其位於12（39英尺）高的河岬之上，狀似五角形而各角皆設有塔樓。
城堡於閘門前設有斜道，內有瓮城、內城、側門及幕牆。城堡外亦設有護城河，當中的水來自附近的迪河。

## 歷史

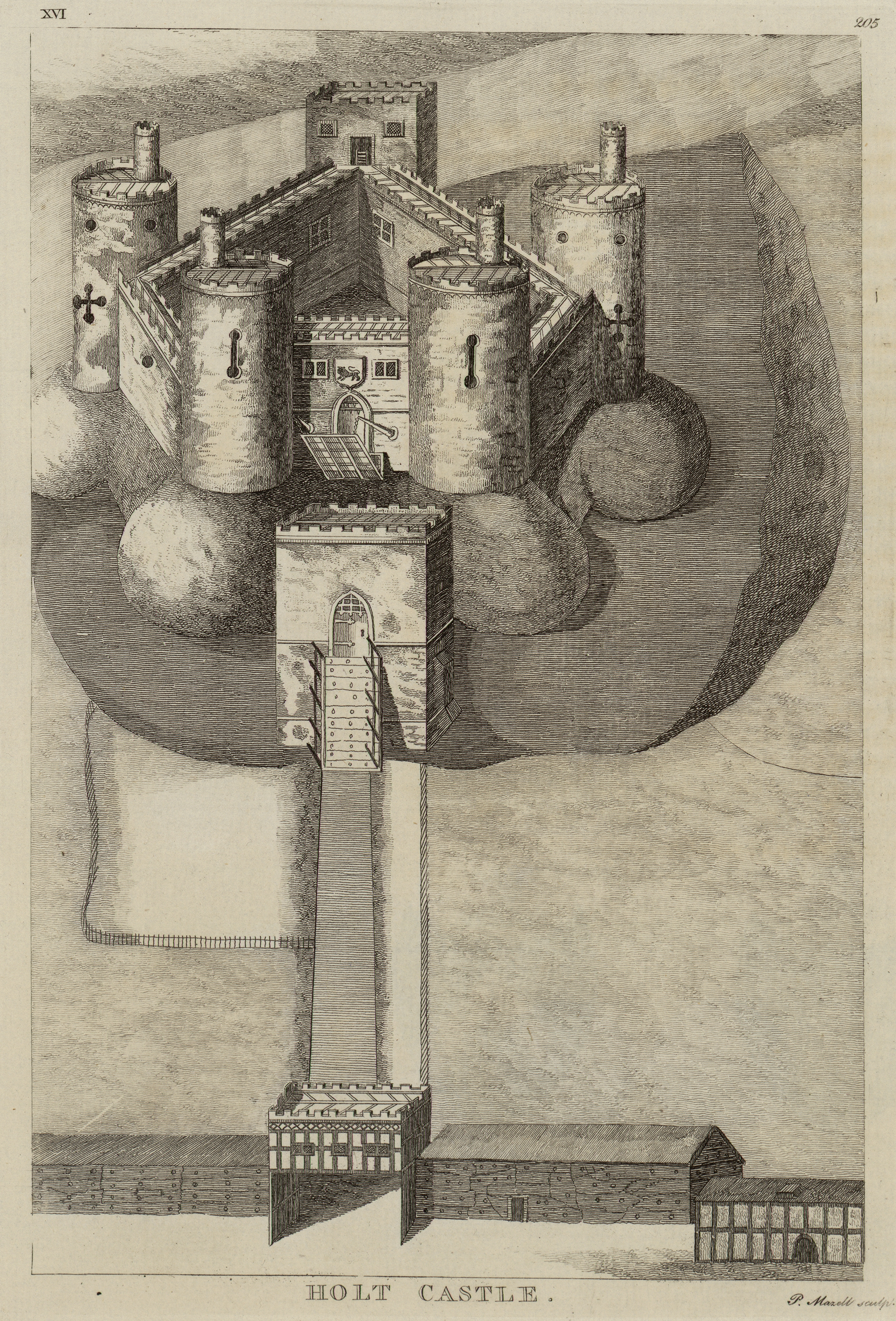
賀特城堡

1277年威爾斯戰爭後，愛德華一世下令於迪河附近興建賀特城堡。愛德華於1282年將賀特賜予約翰·華倫，並令其繼續興建城堡。城堡於1311年完成，並於其附近設有種植園以供英格蘭移民使用。
約一個世紀後，歐文·格林杜爾叛亂時將城堡附近的城鎮燒燬，但並未能佔領此城堡。16世紀時之，賀特城堡早已棄用，伊麗莎白時期製圖員約翰·諾登測繪了此城堡並指其「大為衰落」。
英國內戰期間，賀特城堡大部分時間由保皇黨控制，於1643年由圓顱黨部隊佔領。1644年春季保皇黨重新控制此城堡，並將投降的13名圓顱黨士殺害，然後將屍體投進護城河。1647年1月，理查·萊特於9個月的圍城戰後向湯馬士·米頓投降。威爾斯於萊特投降後只有哈萊克城堡依然效忠國王，然而其亦於同年3月向米頓投降。羅渣·普比其後獲指派為管理者。議會之後下令將賀特城堡拆毀。
1675至1683年間，湯馬士·格羅夫納利用駁船將石方移離當地以重建伊頓莊園。
18世紀之時，賀特城堡僅餘下一座塔樓及一面長方形建築。

## 現狀
賀特城堡現僅遺下其砂岩基座及少數石方，如側門、一面扶壁及塔樓的地基。